# Le Grand Appartement
Pour plus de détails, voir Fiche technique et Distribution.
Le Grand Appartement est un film français réalisé par Pascal Thomas, sorti le 27 décembre 2006.

## Synopsis
Francesca vit avec son ami Martin et une joyeuse troupe d'amis et de parents dans un grand appartement à Paris qu'ils ne peuvent conserver que grâce à une vieille loi de 1948 permettant à cette famille d'artistes fauchés de payer un loyer modeste. Mais la propriétaire aimerait récupérer son bien pour en tirer plus d'argent.

## Fiche technique
- Réalisation : Pascal Thomas
- Scénario : Pascal Thomas
- Montage : Catherine Dubeau
- Assistant réalisateur : Olivier Horlait
- Producteur : Les Films français
- Musique : Reinhardt Wagner
- Arrangements et orchestrations : Thomas Roussel[1]
- Directeur de la photographie : Renan Pollès
- Création des costumes : Maud Molyneux
- Sociétés de production : Les Films Français, Studiocanal, France 2 Cinéma, Ah! Victoria! Films
- Format : couleur - Son Dolby Digital
- Durée : 103 minutes
- Genre : comédie
- Année : 27 décembre 2006 en France

## Distribution
- Laetitia Casta : Francesca
- Mathieu Amalric : Martin
- Pierre Arditi : Adrien
- Noémie Lvovsky : Charlotte Falingard
- Maurice Risch : Ravambuse, le gérant
- Sylvie Lachat : la juge Villebosse
- Elizabeth Macocco : la présidente du tribunal
- Dominique Harispuru : l'avocat de madame Falingard
- Annick Claudon : l'huissier du tribunal
- Stéphanie Pasterkamp : Véronique
- Valérie Decobert : Annette
- Cheik Doukouré : Oussamba
- Laurentine Milebo : Mama Oussamba
- Mariam Kaba : la deuxième épouse d'Oussamba
- Sarah Touré : troisième épouse d'Oussamba
- Sylvestre Amoussou : un ami de Oussamba
- Carmen Durand : grand-mère Joséphine
- Gisèle Casadesus : Marie-Antoinette
- Victoria Lafaurie : Victoria
- Mathilde Hochet : Mathilde
- Astrid Servranckx : Astrid
- Pandora Stoekle : Pandora
- Ilana Gruvman : Isabelle
- Sanaa Estibal : Agathe
- Hervé Pierre : l'huissier Blavache
- Bernard Verley : Me Rippert
- Mariam N'Diaye : Aissa Lafleur
- Aymen Saïdi : Nouaceur
- Romain Rojtman : le traducteur du studio
- Alexandre Lafaurie : l'acteur du doublage
- Vanessa Bettanne : l'actrice du doublage
- Paul Minthe : Paul
- Pierre Lescure : Armand
- Valériane de Villeneuve : Lucette
- Philippe Alcan : TGV
- Nathalie Larcher : Sonia
- François Morel : l'automobiliste
- Jacques Cerceau : Léon
- Maud Jurez : Zaza
- Axelle Charvoz : Olga
- Audrey Hamm : Capsula
- Ariane Rousseau : l'institutrice
- Marion Bartherotte : Marion
- Jean-François Balmer : le banquier de Francesca
- Isabelle Giami : Noémie
- Aldo Tassone : l'organisateur du festival de Florence
- François Caviglioli
- Sébastien Danos
- Benjamin Dewaele : l'huissier
- Rebecca Hazan
- Barbara Jaquandello
- Gaëlle Loizic
- Catherine Martin
- Cristiano Morelli
- Héloïse Wagner
- Reinhardt Wagner
- Maud Molyneux

## Autour du film
Le film réunit 276 118 spectateurs en salle pour un budget de 6 210 000 euros.[réf. souhaitée]